# Дэвис, Чарльз Гарольд
Чарльз Га́рольд Дэ́вис (англ. Charles Harold Davis; 1856—1933) — американский художник-пейзажист.

## Биография
Чарльз Гарольд Дэвис родился 7 января 1856 года в Эймсбери, штат Массачусетс. Ученик школы Бостонского музея изящных искусств, в 1880-м он уехал в Париж. Проучившись в Академии Жюлиана у Жюля Лефевра и Гюстава Буланже, он отправился в Барбизон, где, по традиции, писал много пейзажей в лесу Фонтенбло.
В 1890 году Дэвис вернулся в США и поселился в Мистике, штат Коннектикут. В своих работах он перешёл к импрессионизму, занявшись облачными пейзажами, благодаря которым приобрёл большую известность. В конце концов он стал ведущей фигурой художественной колонии, возникшей в Мистике, и в 1913-м основал Ассоциацию мистического искусства.
В 1906 году Дэвис стал действительным членом Национальной академии дизайна. Он получил множество наград, в том числе серебряную медаль на Всемирной выставке в Париже в 1889 году.
Скончался 5 августа 1933 года в Нью-Лондоне, штат Коннектикут.

## Наследие
Работы художника представлены в Метрополитен-музее в Нью-Йорке, в Галерее Коркоран в Вашингтоне, в Пенсильванской академии изящных искусств в Филадельфия и в Бостонском музее изящных искусств.